# Iglasjön (Ås socken, Småland)
Iglasjön är en sjö i Gislaveds kommun i Småland och ingår i Lagans huvudavrinningsområde.